# Thierry Bouët
 (octobre 2024).
Thierry Bouët (né le 20 février 1959 à Paris, France) est un photographe français. Il est spécialisé dans le portrait et le reportage.

## Biographie
Thierry Bouët commence sa carrière en 1981. Photographe de mode à ses débuts, il devient ensuite directeur artistique du studio Harcourt.
En 1983, il choisit l'indépendance. Commence alors une collaboration avec la presse française et internationale : Harper's Bazaar, Libération, Vogue US, Vanity Fair, L'Égoïste. En parallèle de ses commandes éditoriales et publicitaires, il produit lui-même des sujets ayant pour thème les hommes, les femmes, l'observation des modes de vie : personnes dormant dans des lits insolites, femmes cherchant l'amour par petites annonces, adeptes du bronzage, personnes vivant à l'hôtel...

## Sujets
En 1991, il propose à Nicole Wisniak, créatrice de la revue L'Égoïste, un sujet sur les ascenseurs. Le portfolio, intitulé Les passagers verticaux sera publié en 1992 dans le no 12 du magazine.
En 1993, à New York, à la suite de la découverte d'un étage entier du United Nations Plaza destiné à l'hébergement d'invités d'honneur des Nations unies, Thierry Bouët décide de réaliser un sujet sur les personnes vivant à l'hôtel. Il photographie dans le monde entier des personnalités sédentarisées dans ces lieux de passage. Parmi eux, Pierre Bergé à l'Hôtel Lutétia, Diane von Fürstenberg à l'Hotel Carlyle, Mollie Wilmot à l'Hotel Pierre, Jean-Louis David à l'Hôtel de Crillon et bien d'autres.
En 2002, au cours d'un long vol durant lequel il n'a comme lecture qu'un exemplaire du Nouvel Observateur, Thierry Bouët, après avoir lu la totalité du magazine, parcourt les petites annonces de l'hebdomadaire. C'est ainsi que naît le projet « Chasse à l'Homme ». Thierry Bouët répond à 6 000 petites annonces de femmes cherchant une rencontre, l'amour, le changement ou simplement de la compagnie. Il photographie une centaine de femmes, et publie un livre où le portrait et la petite annonce se font face. Parmi les réponses reçues à ses courriers, une convocation de la gendarmerie, des refus de femmes en couple souhaitant garder l'anonymat, des refus de femmes dont le métier ne permet pas une exposition médiatique, des demandes d'envoi d'argent.
En 2007, le photographe produit Deslits, une série de photographies de personnalités dont le lit occupe une place centrale dans leur vie. Un livre est publié aux éditions Aubanel. La série met en scène des célébrités comme le styliste Kenzo dans un lit traditionnel japonais, Philippe Starck dans la cabine de sa vedette, le chef Alain Passard dans son potager, le directeur de cabaret Michou dans une chambre entièrement bleue, le député Arnaud Montebourg dans le canapé de son bureau à l'Assemblée nationale, mais aussi des anonymes, comme une danseuse du Moulin Rouge dans un lit chinois en ébène offert par un prétendant.
En 2008, Thierry Bouët s'installe pendant plusieurs semaines à la maternité de l'hôpital Antoine-Béclère. Le professeur René Frydman, père du premier bébé issu d'une fécondation in vitro en France, l'invite à photographier une centaine de nouveau-nés durant la première heure de leur vie. La série Première Heure sera exposée à la Samaritaine à Paris, à Saint-Pétersbourg, New York, Madrid et aux Rencontres d'Arles.
En 2011, intrigué par les hommes et femmes bronzant dans les jardins publics durant leur déjeuner, il produit une série sur la dépendance de l'Homme au bronzage : Le Roi Soleil. Ce reportage se déroule dans quatre lieux : Marbella en Espagne et Bora-Bora en Polynésie française pour les rivages ; Paris et New York pour les espaces urbains.
En 2013, le photographe réunit de jeunes Parisiens et Parisiennes dans une série de photographies en studio en noir et blanc. Le projet, intitulé  « Parisian Twenties » rencontrera un succès critique aux Sony World Photography Awards.
En 2015, il expose aux Rencontres d'Arles la série Affaires privées. Durant un an, il a parcouru la France pour photographier des vendeurs du site en ligne Leboncoin.
En 2015, le Mouvement des entreprises de taille intermédiaire commande à Thierry Bouët une série de photographies des 35 entreprises championnes du Made in France. Il sillonne la France et rapporte 3 images par usine. Ce sujet sera exposé au Petit-Palais, ainsi qu'au ministère de l'Économie et des Finances, où il sera accueilli par le ministre de l'époque : Emmanuel Macron. Le sujet paraît dans l'hebdomadaire L'Usine nouvelle, et dans le quotidien Le Monde. Enfin, le journaliste Denis Cosnard publie dans Le Monde un article d'analyse de ce sujet.
En avril 2017, à l'approche des élections présidentielles , M, le magazine du Monde publie un article et un portfolio de portraits de présidents d'associations réalisés par Thierry Bouët.
En 2018, Thierry Bouët réalise Un par Un, un inventaire des numéros 1 des rues de Paris. Il recense les façades d'immeubles porteurs de la plaque numéro 1 de leur rue. Ce travail patrimonial est aussi social puisque chaque adresse est accompagnée d'un texte détaillant la vie des habitants.  
En 2020, la Fondation Marcel-Bleustein-Blanchet pour la vocation commande 100 portraits de ses lauréats à Thierry Bouët. La série est toujours en cours.
Profitant du temps qu'il lui est accordé pendant le confinement de 2020, Thierry Bouët décide de numériser et organiser son travail depuis les années 1980. En ligne depuis septembre 2021, le site est construit comme une agence de presse avec des mots-clés et des sujets. Une collection au format standard 40X50 de photos estampillées encadrées est à la disposition des particuliers.

## Cartes postales
Depuis 1989, Thierry Bouët entretient une correspondance unilatérale avec son meilleur ami. Il lui envoie des cartes postales uniques fabriquées à la main. Au recto, une de ses photos, au verso un message en rapport avec cette photo et un timbre de collection en troisième rôle. Son ami a reçu plus de 500 cartes postales et ne lui a toujours pas répondu . Ce travail a fait l'objet d'un film réalisé par Carl Diner. Ce documentaire a été projeté au musée de l'Élysée, à Lausanne, dans le cadre de l'édition 2014 de la Nuit des Images.

## Ouvrages
- Saintes Pierres de Rome, 20 flâneries depuis la Villa Médicis, textes par Pierre Adrian, éditions Jonglez / Villa Medici ;[17]
- Nouveaux visages du cinéma Saoudien, éditions Consulat Général de France à Jeddah
- Affaires privées, éditions Xavier Barral, 2015 ; [18]
- Deslits, éditions Aubanel, 2007 ;
- Classroom, éditions Parika, 2006 ;
- Chasse à l'Homme : Portraits de femmes qui choisissent les petites annonces pour trouver l'homme idéal, éditions Alternatives, 2003 ;
- Hotel People, éditions Smithsonian, 1999.

## Distinctions
- 2023, résident à l'Académie de France à Rome, situé à la Villa Médicis ;
- 2013, finaliste du Kuala Lumpur Photo Awards[19] ;
- 2013, lauréat du Sony World Photography Awards, catégorie Fashion & Beauty[7] ;
- 2013, prix d'honneur du IVe concours de photographie Asisa[20],[21],[22] ;
- 2012, nommé aux Terry O'Neill TAG Awards ;
- 2011, chevalier des Arts et des Lettres[23];
- 2000, élu parmi les cinq meilleurs photographes du monde par le magazine GQ[24].

## Expositions
- 2024 Selfie, Tbilisi Art Fair, Géorgie
- 2022 Rétrospective années 90, Tbilisi Art Fair, Géorgie
- 2022 Selfies, OFF Les Rencontres de la Photographie, Arles, France
- 2022 Un par Un, Jeddah Photo[25], Djeddah, Arabie Saoudite
- 2017-2018 Roman-Photo, MUCEM, Marseille, France[26]
- 2016 First Hour, Festival Kyotographie, Kyoto, Japon[27]
- 2016 Personal affairs, Biennale de photographie de Moscou, Russie[28]
- 2015 Des Usines et des Hommes, Petit Palais, Paris[29],[30],[31]
- 2015 Des Usines et des Hommes, Berges de Seine, Paris[32],[33]
- 2015 Affaires privées, Rencontres d'Arles, France[34]
- 2014 Descartes, La Nuit des Images, musée de l'Élysée, Lausanne.
- 2013 I'm Here, La nuit de l'année, Rencontres d’Arles.
- 2013 The Sun King, Galerie Petronas, Kuala Lumpur, Malaisie.
- 2013 Parisian Twenties, Somerset House, Londres, Royaume-Uni.
- 2013 I’m Here, Festival de photographie d’Amman, Jordanie.
- 2013 Première Heure, Castellana 85, Madrid.
- 2011 De la mer à l’écrin, Place Vendôme, Paris.
- 2011 Festival de photographie de l’ambassade de France',' Amman, Jordanie.
- 2010 Festival de Fabriano, dans le cadre du programme de la diversité culturelle de l’UNESCO, Fabriano, Italie.
- 2010 Les 60 ans du laboratoire Picto, Rencontres d’Arles.
- 2009 Festival de la photographie de Saint-Pétersbourg, Russie.
- 2008 Première Heure à la Samaritaine avec le soutien de la Mairie du 1er arrondissement de Paris, puis au New York Photo Festival et aux Rencontres d’Arles (des photos de bébés).
- 2007 Deslits, Le Bon Marché, Paris.
- 2007 Sport in Art, les gestes quotidiens assimilés à des disciplines sportives, MOCA, Shanghai
- 2003 Chasse à l’homme, Festival de photographie de Clermont-Ferrand.
- 2000 Fin de Siècle, musée national turc, Istanbul.
- 1997 Hôtels Particuliers, musée national turc, Istanbul.
- 1995 Hôtels Particuliers, FNAC des Ternes, Paris.
- 1993 The Informed Eye, Immagination Gallery, Londres.

### Presse
(janvier 2014).
- (fr) Présentation de l'exposition De la mer à l'écrin, 2011
- (en) Elizabeth Day, « The new newborns », The Guardian, 5 juillet 2009
- (fr) Photographie.com, Interview de Thierry Bouët à propos de Deslits, 10 décembre 2007
- (fr) Brigitte Ollier, « In bed with Thierry Bouët », Libération, 19 novembre 2007
- (fr) Katell Pouliquen, « Dans le secret des lits », L'Express, 4 octobre 2007